# Dipsas polylepis
Dipsas polylepis este o specie de șerpi din genul Dipsas, familia Colubridae, descrisă de George Albert Boulenger în anul 1912. Conform Catalogue of Life specia Dipsas polylepis nu are subspecii cunoscute.